# 513 Centesima
513 Centesima è un asteroide della fascia principale del diametro medio di circa 50,15 km. Scoperto nel 1903, presenta un'orbita caratterizzata da un semiasse maggiore pari a 3,0176352 UA e da un'eccentricità di 0,0788474, inclinata di 9,71171° rispetto all'eclittica.
Stanti i suoi parametri orbitali, è considerato un membro della famiglia Eos di asteroidi.
È il centesimo asteroide scoperto da Max Wolf, da qui il suo nome.